# Karl Marx (Politiker)
Karl Marx (* 24. Februar 1844 in Frankfurt am Main; † 20. Dezember 1914 ebenda) war ein deutscher Metzgermeister und Kommunalpolitiker.

## Werdegang
Marx wurde als Sohn eines Metzgers in Frankfurt am Main geboren. Als 14-Jähriger trat er in den Betrieb seines Vaters ein, den er 1870 übernahm. 1886 wurde er in den Vorstand des Deutschen Fleischerverbandes gewählt und war später, bis 1913, dessen Präsident. Nach seinem Ausscheiden aus dem Amt wurde er zum Ehrenvorsitzenden ernannt.
Von 1889 bis zu seinem Tod im Dezember 1914 war er Stadtverordneter in Frankfurt, zunächst für die Demokratische Partei, ab 1911 für die Fortschrittspartei.